# Футбол на літніх Олімпійських іграх 1906
У 1906 році літні Олімпійські ігри, що пізніше отримали назву «Позачергові Олімпійські ігри», були проведені в Афінах. На цих Іграх був організований також турнір з футболу. Змагання з футболу на літніх Олімпійських іграх 1906 пройшли з 23 по 25 квітня. Всього брали участь чотири команди з трьох країн. Дані ігри не були визнані МОК офіційними.
В змаганнях брали участь чотири команди: клуби з Греції, Османської імперії та Данії. Команда з Афін відмовилися від змагань після першого тайму, щоб зберегти свою гідність, але потім була запрошена до плей-офф на матчі за друге місце, але відмовилася і були остаточно знята з турніру.
Також в змаганнях брали участь команди з Смирни і Салонік (тоді міста в Османській імперії). Команда з Салонік складалась групи греків т.з. «Друзі мистецтва» (Omilos Philomuson, пізніше ФК Іракліс Салоніки). Команда зі Смірни складалася з англійських, французьких та вірменських гравців.
Бомбардирів цього турніру невідомі.
Команди: Данія, Греція (Афіни), Османська імперія (команда м. Смірна), Османська імперія (команда м. Салоніки).

## Результати
| 23 квітня                      | 23 квітня | 23 квітня | 23 квітня | 23 квітня    | 23 квітня |
| ------------------------------ | --------- | --------- | --------- | ------------ | --------- |
| Данія                          | 5         | -         | 1         | Смірна       |           |
| Афіни                          | 5         | -         | 0         | Thessaloniki |           |
| Фінал, 24 квітня               |           |           |           |              |           |
| Данія                          | 9         | -         | 0         | Афіни        |           |
| Матч за третє місце, 25 квітня |           |           |           |              |           |
| Смірна                         | 12        | -         | 0         | Thessaloniki |           |

## Медалісти
| Змагання         | Золото | Срібро    | Бронза    |
| Футбол. Чоловіки | Данія  | Туреччина | Туреччина |